# آنا پالم دی روزا
آنا سوفیا پالم دی روزا (۲۵ دسامبر ۱۸۵۹–۲ مه ۱۹۲۴) هنرمند سوئدی و نقاش منظره بود. در دهه ۱۸۹۰، او با آفرینش آثاری از کشتی‌های بخار، قایق‌های بادبانی و مناظر استکهلم، به یکی از محبوب‌ترین نقاشان کشورش بدل شد.
او همچنین تصویری به‌یادماندنی از یک بازی ورق در هتل بروندومز در اسکاگن خلق کرد، جایی که تابستانی را در کنار نقاشان اسکاگن سپری نمود. در ۳۶ سالگی، آنا پالم تصمیم به ترک همیشگی سوئد گرفت و باقی عمر خود را در جنوب ایتالیا گذراند، جایی که با یک افسر پیاده‌نظام ازدواج کرد.

## اوایل زندگی و تحصیلات
او سال ۱۸۵۹ در استکهلم چشم به جهان گشود. او دختر نقاش برجسته، گوستاف ویلهلم پالم، و اوا سندبرگ بود که پدرش، یوهان گوستاف سندبرگ، نیز یک نقاش نامدار بود. خانه خانوادگی آن‌ها در شماره ۱۹ خیابان بارن‌هوس‌ترادگاردگاتان (که امروزه به خیابان اولاف پالمس گاتا شناخته می‌شود) مکانی پرجنب‌وجوش برای ملاقات دوستان هنرمندشان مانند نیلس کروگر، گوستاف سدرستروم، جورج پاولی و ویکه آندرن (۱۸۵۶–۱۹۳۰) بود.
آنا پالم زیر نظر پدرش، که در مدرسه طراحی ابتدایی تدریس می‌کرد و دانش‌آموزان را برای آکادمی سلطنتی هنر سوئد آماده می‌نمود، آموزش خصوصی دید. اما او هرگز در خود آکادمی سلطنتی شرکت نکرد چرا که در آن زمان، تحصیل زنان در چنین مؤسساتی امری غیرمعمول بود. در دهه ۱۸۸۰، پالم دی روزا به شاگردی نقاش تاریخ، ادوارد پرسئوس، و نقاش منظره، پر دانیل هولم (۱۸۳۵–۱۹۰۳)، درآمد.
در سال ۱۸۸۵، با حمایت والدینش، به دانمارک سفر کرد و مدتی را در اسکگن گذراند؛ جایی که اثری به نام «بازی لومبر در هتل بروندومز» را خلق کرد. او همچنین به آنتورپ رفت و زیر نظر نقاش دریایی، رومن استپ (۱۸۵۹–۱۹۲۷)، آموزش دید و پس از آن مدتی را در پاریس سپری کرد.

## حرفه
آنا پالم دی روزا یکی از ۸۴ هنرمندی بود که در سال ۱۸۸۵ نامه‌ای امضا کردند و خواهان تغییرات اساسی در روش‌های تدریس آکادمی سوئد شدند، چرا که آن‌ها را قدیمی می‌پنداشتند. با این وجود، او در سال‌های ۱۸۸۵ و ۱۸۸۷ در آکادمی نمایشگاه برگزار کرد و از سال ۱۸۸۹ تا ۱۸۹۱ در آنجا به تدریس نقاشی آبرنگ پرداخت.
او همچنین عضوی از انجمن تازه‌تأسیس «هنرمندان زن سوئدی» بود و در کنار افرادی مانند اوا بونیر، هانا پاولی و مینا کارلسون-برِدبِرگ فعالیت می‌کرد. نقاشی‌های آبرنگی از صحنه‌های دریایی شامل کشتی‌های بخار و قایق‌های بادبانی که او در این دوران خلق نمود، به افزایش محبوبیتش کمک کرد. او شروع به تولید تعداد زیادی از ویدوت‌های کوچک نمود تا تقاضای مشتریان بی‌شمار خود را برآورده کند و در عین حال صحنه‌هایی از شهر استکهلم را نیز به تصویر کشید.
در شب سال نو ۱۸۹۵، آنا پالم دی روزا سوئد را برای همیشه ترک کرد و هرگز بازنگشت. پس از سپری کردن یک سال در پاریس، راهی ایتالیا شد، جایی که با ستوان پیاده‌نظام، آلفردو دی روزا، آشنا شد. آن‌ها در سال ۱۹۰۱ در پاریس ازدواج کردند و ابتدا در کاپری سکونت گزیدند و در نهایت در سال ۱۹۰۸ در مدونا دل‌آرکو، منطقه‌ای در سانت‌آناستازیا، نزدیک ناپل، اقامت یافتند.
شیدن صحنه‌هایی از زندگی در ایتالیا، آنا پالم دی روزا به نقاشی مناظر استکهلم ادامه داد. این آثار شامل صحنه‌هایی از میدان گوستاف آدولف با ساختمان اپرا و همچنین مناظری از نمایشگاه عمومی هنر و صنایع استکهلم ۱۸۹۷ بود. تنها توضیح منطقی برای علاقه او به این تحولات جدید آن است که احتمالاً عکس‌هایی از سوئد دریافت کرده و آن‌ها را به‌عنوان مرجعی برای نقاشی‌های خود به کار گرفته است.
ممکن است او از عکس‌هایی که توسط عکاس استکهلمی فرانس گوستاف کلیمینگ (۱۸۵۹–۱۹۲۲) گرفته شده بود، استفاده کرده باشد. کلیمینگ همچنین در تهیه برخی از نقاشی‌های رنگ روغن رابرت لوندبرگ (۱۸۶۱–۱۹۰۳) نیز نقش داشت. با این حال، او احتمالاً از عکس‌های گرفته شده توسط عکاسان مختلف الهام گرفته است.
در طول جنگ جهانی اول، زمانی که همسرش فراخوانده شد، آنا پالم دی روزا به طرز قابل‌توجهی در نقاشی‌های خود فعال شد، به‌ویژه در بایئا در خلیج ناپل، جایی که یک سال را سپری کرد. پس از جنگ، او به‌تدریج ضعیف‌تر شد تا اینکه در ماه مه ۱۹۲۴ درگذشت.
آثاراو درموزه ملی سوئد در استکهلم، موزه هنر گوتنبرگ و دانشگاه اوپسالا، همچنین در موزه‌هایی در نورشوپینگ و هلسینکی نگهداری می‌شوند.